# Топлотна карта
Топлотна карта је графичка репрезентација података где су променљиве представљене у дводимензионалној мапи представљене бојама.